# Ramon de Perellós

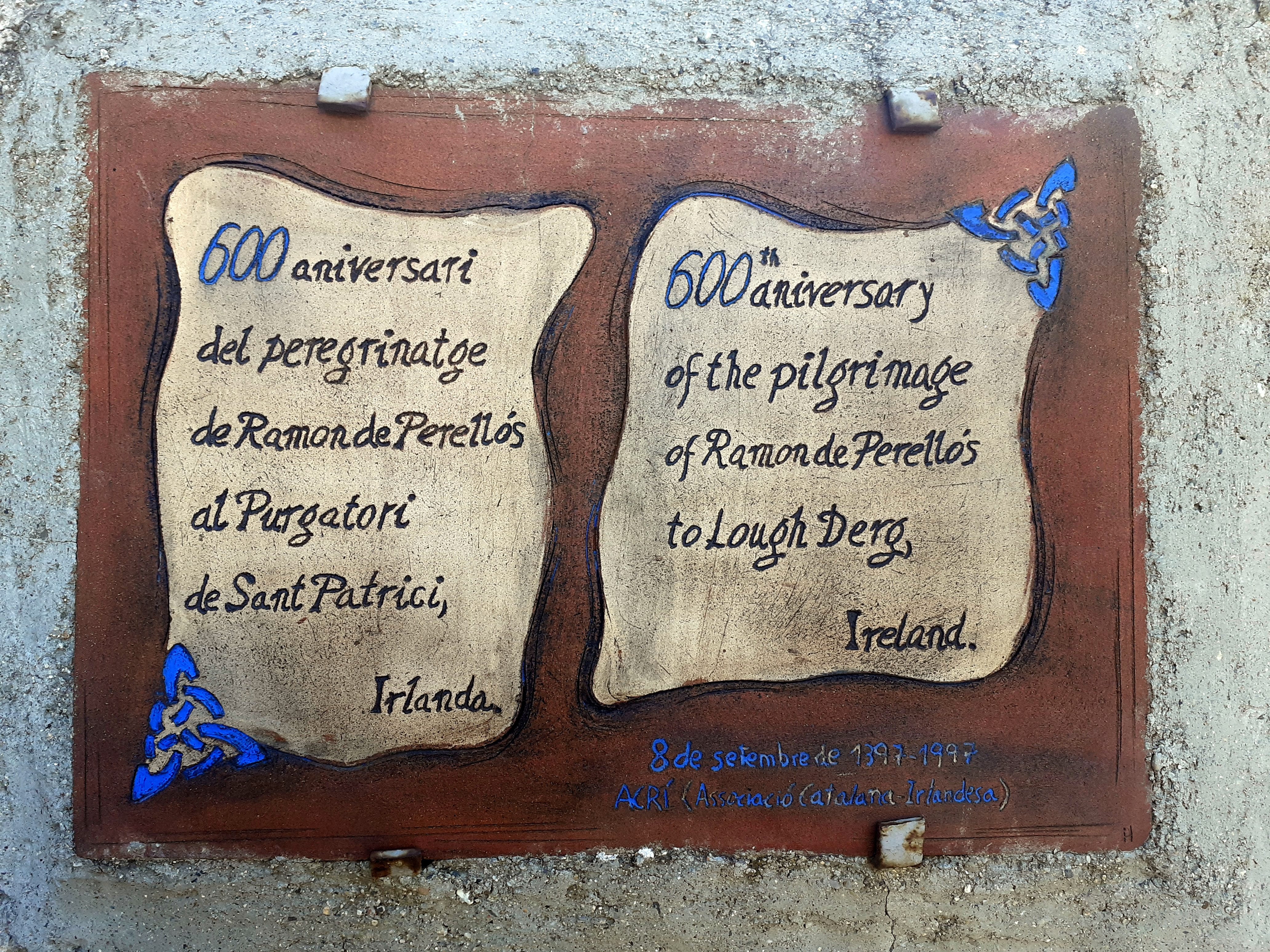
Placa commemorativa del pelegrinatge de Ramon de Perellós al purgatori, a la paret de l'església de Sant Miquel de Perellós

Ramon de Perellós (probablement nascut al Castell de Perellós i mort després del 1424) fou un noble i escriptor català.
Fou el primer vescomte de Perellós i el segon vescomte de Roda. Era fill de Francesc de Perellós, camarlenc i almirall del rei Carles V de França, i germà de Miquel de Perellós, s'educà a la cort francesa fins al 1380, quan passà al servei de l'infant Joan. Tot i ser vescomte de Perellós, no consta en cap document que residís en el castell del qual era titular.
El 1374 el rei Pere III el Cerimoniós el va rescatar del rei de Granada, que l'havia empresonat quan tornava d'Anglaterra. Entre 1377 i 1378 serví com a patró de galera el rei de Xipre. El 1384 fou nomenat governador i capità general del Rosselló, càrrec vitalici. Va realitzar diferents missions diplomàtiques amb Carles VI de França, amb el papa Benet XIII, a Xipre...
Quan va morir Joan I era a Avinyó per tal d'investigar si Catalunya seria envaïda pel comte d'Armanyac. Com que formava part del consell del rei fou inclòs, com tota la resta, en el procés que va incoar la nova reina Maria de Luna, que havia d'esclarir com havia mort el rei i si hi havia hagut malversació de fons. Com tota la resta, fou absolt de tots els càrrecs.
Entre el 8 de setembre del 1397 i el març del 1398 va fer un viatge a Irlanda per tal de visitar el Purgatori de Sant Patrici. Aquest viatge fou clau per a escriure la seva obra Viatge al Purgatori.
Continuà al servei del nou rei Martí l'Humà, on tornà a realitzar diverses missions diplomàtiques. Durant l'interregne es definí clarament com a urgellista, i va defensar militarment les aspiracions de Jaume II d'Urgell. El 1420 va participar en la defensa de Nàpols amb Orso Orsini contra les tropes angevines de Muzio Attendolo Sforza. El 1424 va comandar amb Frederic de Luna un estol que recollí Pere d'Aragó, germà del rei, que resistia a Nàpols després del fracàs de la campanya naval d'Alfons el Magnànim. La flota seguí la costa fins a Gènova, bloquejant-la, i intervenint als ports de Lestri, Bonifacio i Portofiu.
El Viatge al Purgatori és una obra on l'autor pretén defensar-se de les acusacions d'haver deixat morir el rei Joan I sense ajudes espirituals i, per tant, s'havia condemnat. El que fa és visitar el purgatori de Sant Patrici, que segons la llegenda hi havia a Irlanda, i comprovar com el rei difunt hi és, esperant per anar al cel. És una obra on l'autor es posa com a testimoni per certificar allò que veu i creu; sobretot hi esmenta molts testimonis que certifiquen el seu acte. Té algunes coincidències, sobretot argumentals i de fons ideològic, amb Lo somni de Bernat Metge. Actualment existeix un pòdcast basat en aquesta obra, adaptat al català actual per Xavier Renedo i disponible a través de la web del Núvol.
Es va casar amb Esclarmonda o Elvira de Rocabertí, filla del vescomte Felip Dalmau I de Rocabertí, amb qui tingué, almenys, dos fills, que també l'acompanyaren en el seu viatge a Irlanda.